# 野田纱月
野田纱月（日语：／ Noda Satsuki，2000年5月20日—），日本女子射箭运动员，2023年世界射箭锦标赛女子个人反曲弓铜牌得主、2022年亚洲运动会混合团体反曲弓银牌得主。